# Rubén Torrecilla González
Rubén Torrecilla González (Jarandilla de la Vera, Cáceres, 24 de mayo de 1979) es un exfutbolista y entrenador de fútbol español que actualmente entrena al Hércules de Alicante, equipo que milita en el Grupo 2 de la Primera Federación.

## Trayectoria
Rubén es un centrocampista natural de Jarandilla de la Vera (Cáceres), nacido en Plasencia. Comenzó a jugar al fútbol en el equipo de su pueblo, el CP Jarandilla. En 1995 fichó por el equipo juvenil del Moralo CP, club con el que debutaría en Tercera Federación, junto a su hermano Jorge. Dicho acontecimiento tuvo lugar en el Estadio Óliver Torres de Navalmoral de la Mata, el 23 de febrero de 1997 ante el SP Villafranca. Un mes después disputaría con la selección extremeña sub-17 la fase final del Campeonato de España, perdiendo en las semifinales ante la Selección Vasca en el Estadio Príncipe Felipe de Cáceres. El 29 de junio lograría ascender con el Moralo CP a Segunda División B por primera vez en su historia.
A medidas de agosto de 1997 ficharía por el CF Extremadura B, con el que jugaría en Tercera División RFEF, hasta que el 5 de diciembre de 1999 debutase con el primer equipo en Segunda División de España. En enero de 2001 se marcharía a la provincia de Alicante, al Novelda CF, donde estaría dos temporadas, para luego volver al CF Extremadura, y posteriormente jugar de nuevo en el Novelda CF.
En el verano de 2004 se incorporaría al CD Castellón con el que ascendió a Segunda División de España. En 2006 se unió al Ciudad de Murcia, en 2007 al Granada 74 y en 2008 al Alicante CF, con los cuales descendió a Segunda División B de forma consecutiva. Finalizaría su carrera como jugador en el Granada CF, no sin antes ascender a Segunda División de España.

### Como entrenador
Comenzó su carrera de entrenador en el FC Cubillas de Albolote en la temporada 2016-2017. En 2017, ingresó en el fútbol base del Granada CF. En la temporada 2018-19, se hace cargo del Juvenil A del Granada CF de División de Honor, al que dirigiría durante 3 temporadas.
El 16 de febrero de 2021, tras la destitución de David Tenorio Aguilera al frente del Club Recreativo Granada, se convierte en entrenador del filial del Granada CF de la Segunda División B de España, logrando una difícil permanencia. En la temporada 2021-22, continuaría como entrenador del Club Recreativo Granada en la Segunda División RFEF.
El 5 de marzo de 2022, se hace cargo de manera interina del primer equipo del Granada CF de la Primera División de España, tras la destitución de Robert Moreno. Rubén Torrecilla debuta como entrenador en Primera División de España en la jornada 28 en la que el Granada Club de Fútbol se enfrenta al Elche C. F. El 18 de abril de 2022, sería cesado de sus funciones, después de cinco partidos en la élite del fútbol español, tras sufrir una dura derrota contra el Levante U. D. por 1-4, siendo sustituido por Aitor Karanka.
El 15 de julio de 2022, se convierte en nuevo entrenador del CD Castellón de la Primera Federación por una temporada.
El 18 de diciembre de 2022, es destituido como entrenador del CD Castellón, pese a ocupar la segunda posición en la clasificación.
El 8 de julio de 2023, firma por el Hércules de Alicante Club de Fútbol de la Segunda Federación.

## Clubs

### Como jugador
| Club             | Municipio             | Provincia | País   | Año       |
| ---------------- | --------------------- | --------- | ------ | --------- |
| Moralo CP        | Navalmoral de la Mata | Cáceres   | España | 1996-1997 |
| CF Extremadura B | Almendralejo          | Badajoz   | España | 1997-1999 |
| CF Extremadura   | Almendralejo          | Badajoz   | España | 1999-2001 |
| Novelda CF       | Novelda               | Alicante  | España | 2001-2002 |
| CF Extremadura   | Almendralejo          | Badajoz   | España | 2002-2003 |
| Novelda CF       | Novelda               | Alicante  | España | 2003-2004 |
| CD Castellón     | Castellón de la Plana | Castellón | España | 2004-2006 |
| Ciudad de Murcia | Murcia                | Murcia    | España | 2006-2007 |
| Granada 74       | Motril                | Granada   | España | 2007-2008 |
| Alicante CF      | Alicante              | Alicante  | España | 2008-2009 |
| Granada CF       | Granada               | Granada   | España | 2009-2010 |

### Como entrenador
| Club                    | Municipio             | Provincia | País   | Año       |
| ----------------------- | --------------------- | --------- | ------ | --------- |
| FC Cubillas de Albolote | Albolote              | Granada   | España | 2016-2017 |
| Granada CF (Juvenil A)  | Granada               | Granada   | España | 2018-2021 |
| Club Recreativo Granada | Granada               | Granada   | España | 2021-2022 |
| Granada CF              | Granada               | Granada   | España | 2022      |
| CD Castellón            | Castellón de la Plana | Castellón | España | 2022      |
| Hércules de Alicante    | Alicante              | Alicante  | España | 2023-     |